# Bugatti Type 13
El Bugatti Type 13 Brescia fue el primer automóvil fabricado con un cierto número de ejemplares por la compañía francesa Bugatti. Permaneció en producción desde 1910 hasta 1926.

## Características

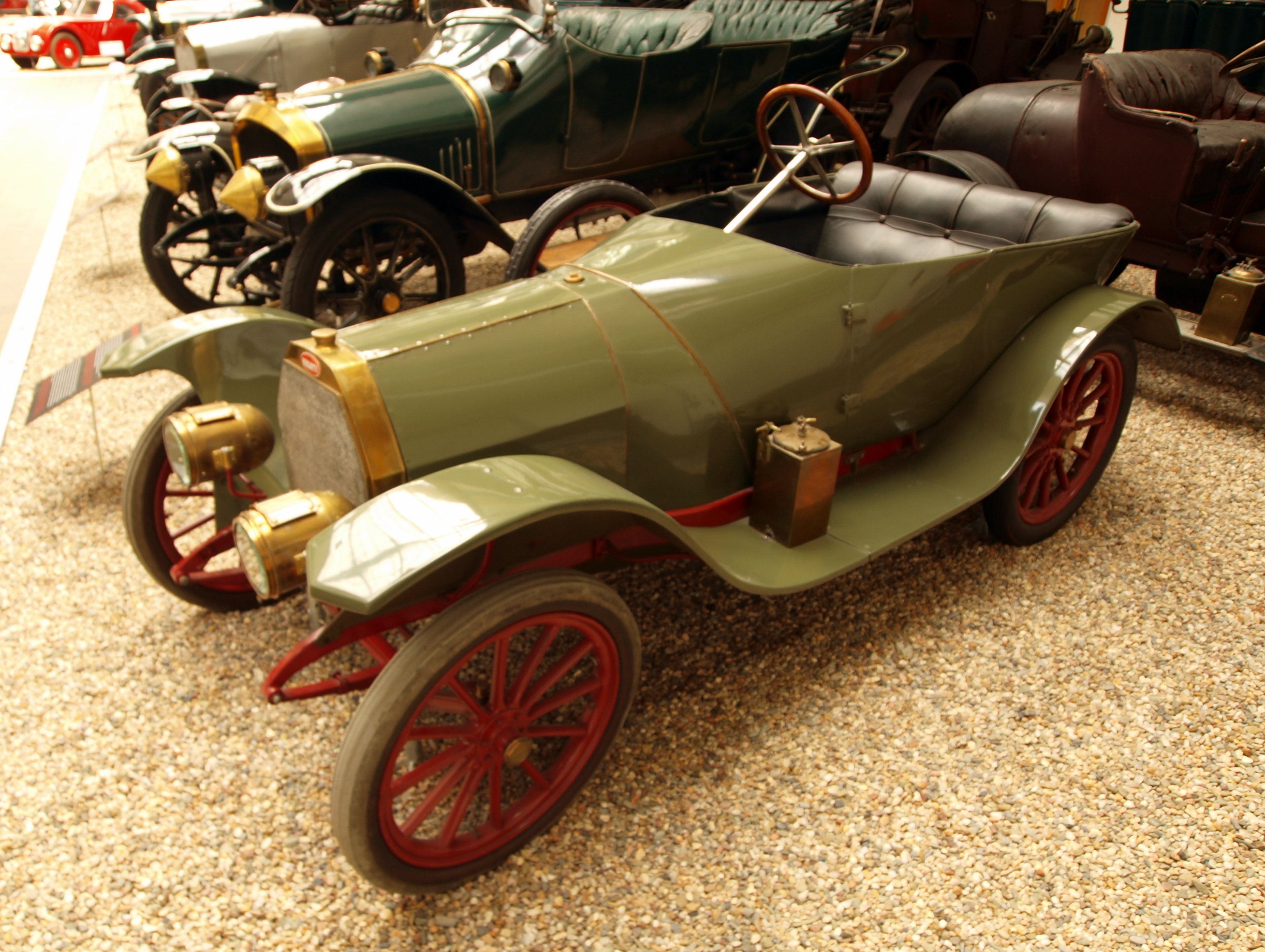
El Bugatti Type 13 conservado más antiguo, el nº 365

El Type 13 se produjo junto con el Type 15 y el Type 17, nacidos del mismo proyecto, pero que diferían esencialmente entre sí en términos de distancia entre ejes. Sin embargo, el Tipo 13, el más pequeño del trío, estaba destinado más que los demás a dejar una huella en la historia de la casa francesa, gracias a su éxito en el campo deportivo. 
Era pequeño y ligero, logrando la victoria en numerosas carreras. En 1921 ganó el Gran Premio de Italia en la clase "Voiturette", lo que le valió el apodo de "Brescia". Utilizaba el clásico chasis Bugatti, con muelles traseros muy rígidos. 
Estaba equipado con un motor de 4 cilindros en línea, que con el paso de los años se aumentó gradualmente en cilindrada, y por lo tanto, también en potencia y rendimiento. El primer Tipo 13 montaba un motor de 1327 cm³, capaz de rendir 15 CV a 2400 rpm. Más adelante, en 1914, esta primera versión se unió a otra, mucho más potente, gracias al motor muy mejorado de 1368 cm³, que le permitía alcanzar 30 CV a 4000 rpm. En 1922, estas dos versiones se retiraron de la producción para dar paso a dos nuevos motores: uno de 1453 y otro de 1496 cm³. Los primeros coches tenían un único árbol de levas en cabeza con dos válvulas por cilindro, mientras que después de la Primera Guerra Mundial se montaron cuatro válvulas por cilindro. El Type 13 fue, entre otras cosas, uno de los primeros automóviles del mundo en adoptar este esquema de distribución.
La numeración de los bastidores de este modelo comenzó con el nº 361. El "Tipo 13" más antiguo existente es el nº 365, conservado en el Museo Técnico Nacional de Praga.

## Datos técnicos
- Motor: 4 cilindros en línea con cabeza fija y válvulas superiores
- Desplazamiento : 1327, 1368, 1453 y 1496 cm³
- Transmisión : mecánica de 4 velocidades con tracción trasera
- Velocidad máxima: entre 97 y 130 km/h, dependiendo del motor

## Modelos relacionados
| Previos a la Primera Guerra Mundial | |
| Type 10                             | El automóvil Bugatti fue prototipado como el "Tipo 10" en el sótano de Ettore Bugatti en 1908 y 1909 mientras era ingeniero jefe en Deutz Gasmotoren Fabrik en Colonia (Alemania). Utilizó un motor monobloque de cuatro cilindros en línea diseñado por el propio Ettore. Era una unidad con levas en cabeza con dos válvulas por cilindro, muy avanzado para la época. Su diseño de carrera larga, tenía un diámetro interior de 60 mm y una carrera de 100 mm, para un total de 1,1 litros (1131 cm³). Su carrocería convertible descubierta, disponía de ejes rígidos delante y detrás. La suspensión delantera era por ballestas, sin suspensión alguna en la parte trasera. Los frenos de tambor estaban accionados por cable. Al finalizar su contrato con Deutz, Ettore cargó a su familia en el Tipo 10 y se dirigió a la región Alsacia, que seguía siendo parte del Imperio alemán, buscando una fábrica para comenzar a producir sus propios automóviles. Después de la Primera Guerra Mundial, Alsacia volvió a formar parte de Francia, y con ella Bugatti. El automóvil se conservó, y debido a su forma, fue apodado "la baignoire" ("la bañera") por el personal de Molsheim en años posteriores. Ettore lo restauró en 1939 y lo volvió a pintar de un color rojo anaranjado, lo que le valió un nuevo apodo, "le homard" ("la langosta"). Fue trasladado a Burdeos durante la Segunda Guerra Mundial y permaneció allí durante décadas antes de pasar a ser de propiedad privada. Hoy, el automóvil está en California en manos de un coleccionista privado.                                                                                        |
| Type 13                             | Al comenzar las operaciones en su nueva fábrica en Molsheim, Bugatti refinó su automóvil ligero, dando lugar al Tipo 13. Esto incluyó aumentar la cilindrada del motor, aumentando el diámetro a 65 mm para un total de 1.4 L (1368 cm³). Un avance importante fue la culata de 4-válvulas por cilindro que Bugatti diseñó; uno de los primeros de su tipo jamás concebido. La potencia de salida con el carburador Zenith dual alcanzaba 30 CV (22 kW) a 4500 rpm, más que suficiente para un automóvil de 300 kg. Se colocaron ballestas en los cuatro ejes, y el automóvil se montó con una distancia entre ejes de aproximadamente 2 m. Aunque tenía la apariencia de un juguete, el Bugatti Type 13 compitió con mucho éxito. Era habitual en las pruebas de montaña ya en 1910, y parecía bastante fuera de lugar en comparación con los coches de la competencia, mucho más aparatosos. A pesar de su reducida potencia, se imponía gracias a su facilidad de manejo, dirección y frenado. Estos elementos importantes se conservaron en todos los diseños futuros de Bugatti. La velocidad máxima era de 125 km/h. La nueva compañía produjo cinco unidades en 1910 y participó en el Gran Premio de Francia en Le Mans en 1911. El pequeño Bugatti parecía fuera de lugar en la carrera, pero ocupó el segundo lugar después de siete horas de carrera. La Primera Guerra Mundial hizo que la producción se detuviera en la región en disputa. Ettore llevó dos autos Tipo 13 completos a Milán durante la guerra, dejando las piezas disponibles enterradas cerca de la fábrica. Después de la guerra, las desenterró y preparó cinco Tipo 13 para competir. |
| Type 15                             | El 'Tipo 15' era una versión del Tipo 13 con una distancia entre ejes más larga, 2400 mm. Tenía en el frente un radiador poligonal de seis lados redondeados, y montaba ballestas traseras semielípticas. |
| Type 17                             | Su batalla se alargó hasta 2550 mm. Compartía su radiador hexagonal y resortes traseros con el Tipo 15. |
| Type 22                             | El Tipo 15 se actualizó en 1913 como el "Tipo 22". Tenía una carrocería más grande, un radiador ovalado y ballestas de un cuarto de circunferencia. |
| Type 23                             | Era una versión de dos válvulas del "Tipo 17", con una carrocería rematada por detrás en una configuración de cola de barco, construida en 1913. También tenía el radiador ovalado del "Tipo 22". |
| Modelos de Posguerra                | |
| Type 13 Brescia                     | El Gran Premio para Voiturettes de Le Mans fue la única prueba disputada en Francia en 1920. Bugatti inscribió los dos coches completos que tenía en Milán y uno más a partir de las partes restantes. Sin embargo, una violación del reglamento cometida por Ettore al abrir la tapa del radiador durante la carrera supuso la descalificación al automóvil líder. El "Tipo 13" era inmejorable. Los autos de Bugatti terminaron en los cuatro primeros lugares en el Gran Premio de Brescia de 1921. Se recibieron numerosos pedidos, y aprovechando esta victoria, todos los modelos posteriores de Bugatti de cuatro válvulas por cilindro llevaron el sobrenombre de "Brescia". Estos fueron los únicos modelos de Bugatti que montaban el carburador en el lado izquierdo del motor y el escape a la derecha. Los frenos de las ruedas delanteras se agregaron en 1926. |
| Type 23 Brescia Tourer              | Bugatti aprovechó el éxito en las carreras del Tipo 13 "Brescia", con el Brescia Tourer, en plena producción en la posguerra. Montaba el motor Brescia de 4 válvulas por cilindro, y se construyeron 2000 unidades desde 1920 hasta 1926, lo que lo convirtieron en el primer automóvil de 4 válvulas por cilindro producido en serie. |